# Scott Pruitt
Edward Scott Pruitt (Danville, Kentucky; 9 de mayo de 1968) es un político y abogado estadounidense del estado de Oklahoma. Miembro del Partido Republicano, se desempeñó como el decimocuarto administrador de la Agencia de Protección Ambiental (EPA por sus siglas en inglés) desde el 17 de febrero de 2017 hasta el 6 de julio de 2018. Fue nominado para el puesto de la EPA por el presidente de los Estados Unidos Donald Trump y fue confirmado por el Senado de los Estados Unidos para liderar la EPA en una votación de 52-46.
Pruitt representó a los condados de Tulsa y Wagoner en el Senado de Oklahoma desde 1998 hasta 2006. En 2010, Pruitt fue elegido procurador general de Oklahoma. En ese papel, era provida y se oponía al matrimonio entre personas del mismo sexo, la Ley de Protección al Paciente y Cuidado de Salud Asequible («Obamacare») y las regulaciones ambientales, autodenominándose el «principal abogado contra la agenda activista de la EPA». En sus campañas para procurador general de Oklahoma, Pruitt recibió importantes contribuciones de campañas corporativas y de empleados de la industria de los combustibles fósiles, y recibió al menos $ 215 574 entre 2010 y 2014, a pesar de que se presentó sin oposición en el último año. Como procurador general de Oklahoma, Pruitt demandó a la Agencia de Protección Ambiental al menos 14 veces con respecto a las acciones de la agencia. En 2012, Pruitt fue elegido presidente de la Asociación de Procuradores Generales Republicanos y reelegido para un segundo mandato en febrero de 2013.
Pruitt rechaza el consenso científico de que las emisiones de dióxido de carbono causadas por el hombre son un contribuyente primario al cambio climático.
En julio de 2018, Pruitt estaba bajo al menos 14 investigaciones federales separadas por la Oficina de Responsabilidad Gubernamental, el inspector general de la EPA, la Oficina de Administración y Presupuesto de la Casa Blanca, la Oficina del Asesor Especial de los Estados Unidos y dos comités de la Cámara sobre sus hábitos de gasto, conflictos de intereses y prácticas administrativas. Pruitt hizo uso frecuente de viajes de primera clase, así como frecuentes vuelos chárter y militares. Como administrador de la EPA, Pruitt alquiló un condominio en Washington D. C. a una tasa de descuento importante de parte de un cabildero cuyos clientes estaban regulados por la EPA. Pruitt también causó preocupaciones éticas eludiendo a la Casa Blanca y utilizando una disposición restringida de la Ley de Agua Potable Segura para dar aumentos de forma autónoma sus dos ayudantes más cercanos de aproximadamente $ 28 000 y $ 57 000 cada uno, que fueron sustancialmente más altos que los salarios pagados a aquellos en puestos similares en la administración Obama, y que permitió a ambos evitar la firma de promesas de conflicto de intereses. En junio de 2018, en medio de una sucesión constante de revelaciones de mala conducta, un creciente coro de conservadores había comenzado a sugerir que Pruitt debía renunciar. El 5 de julio de 2018, Pruitt anunció que renunciaría a su cargo, efectivo del 6 de julio.